# Hermann Schüttauf
Hermann Schüttauf (* 16. Dezember 1890 in Niederplanitz bei Zwickau; † 25. Februar 1967 in Dresden) war ein deutscher Garten- und Landschaftsarchitekt.

## Leben und Werk

### Ausbildung
Von 1908 bis 1911 absolvierte er gärtnerischen Ausbildungen in Schwerin, Dresden und Leipzig. Anschließend besuchte er die Gartenbauschule in Dresden-Laubegast, wo er derart gute Ergebnisse erreichte, dass er 1914 das „Friedrich-August-Reisestipendium“ der Sächsischen Gesellschaft für Botanik und Gartenbau „Flora“ verliehen bekam. Damit konnte er eine Studienreise zu den bedeutendsten Stätten der Gartenkunst in Frankreich und England durchführen. In der Zwischenzeit arbeitete er in Antwerpen, Berlin und Lage als Gartenbautechniker.

### Funktionen
In den Jahren 1920 bis 1929 wirkte Hermann Schüttauf als Leiter der Garteninspektion der Städtischen Gartenverwaltung in Dresden und danach als Direktor der Staatlichen Gartenverwaltung des Landes Sachsen. In dieser Funktion trug er unter anderem die Verantwortung für den Großen Garten, die Brühlsche Terrasse und den Garten am Japanischen Palais in Dresden sowie die ehemaligen Hofgärten, den Schlossgarten in Pillnitz und den Barockgarten in Großsedlitz, wo er 1930 erfolgreich mit Rekonstruktionsarbeiten in den alten Heckenquartieren begann. Außerdem betreute er die Außenanlagen der Albrechtsburg in Meißen, den Klostergarten Altzella bei Nossen und war beratend für die Kuranlagen des Staatsbades in Bad Elster tätig.
Darüber hinaus wirkte er an der Ausgestaltung der Jubiläums-Gartenbau-Ausstellung 1926 (anlässlich des 100. Jubiläums der „Flora“) und der Reichsgartenschau 1936 in Dresden mit.
In der Sächsischen Schweiz betrieb Schüttauf einen Haldenversuchsgarten, der jedoch 1945 zerstört wurde. Es wurden auch alle damit verbundenen Unterlagen vernichtet. Dabei ging es um die Erosionssanierung, die dem Herabstürzen von Boden- und Steinmassen entgegenwirken sollte.
Von 1940 bis 1945 nahm er am Zweiten Weltkrieg teil. Nach Kriegsende kehrte er zurück als Direktor der Staatlichen Sächsischen Gartenverwaltung. Wegen seiner Mitgliedschaft in der NSDAP seit 1933 wurde ihm jedoch 1949 gekündigt. Damit war er einer der wenigen Gartenarchitekten, die wegen der Mitgliedschaft in der NSDAP Einschnitte in ihrer beruflichen Laufbahn hinnehmen mussten.
Er setzte sich jedoch weiterhin als freiberuflicher Gutachter und Planer für die Erhaltung historischer Gärten ein und hatte mit seinen Bemühungen auch Erfolg. So war er unter anderem im Auftrag des Instituts für Denkmalpflege im heutigen Sachsen, Sachsen-Anhalt und Thüringen unterwegs. Dabei arbeitete er eng zusammen mit dem Denkmalpfleger Hans Nadler, der für sein Schaffen in dieser Zeit von außerordentlicher Bedeutung war.
Auseinandersetzungen mit Fachkollegen scheute Schüttauf allem Anschein nach nicht. So gab es eine Kontroverse mit Willy Kurth, dem Gartendirektor von Schloss Sanssouci. Schüttauf kritisierte Kurth im Jahr 1955: „Ich bin der letzte, der unserem guten Prof. Kurth eine Perle aus seiner Krone für Sanssouci herausnehmen will, aber in einem, was er augenblicklich auf gärtnerischem Gebiet im Park von Sanssouci tut, kommen wir alle nicht mit …“. Kurth hatte am Park zu Sanssouci Ergänzungen vorgenommen, welche ins Kreuzfeuer der Kritik dessen Berufskollegen gerieten. Schüttauf war nicht der Einzige, der einen zu Kurth konträren Standpunkt eingenommen hatte.
Schüttauf hatte wesentlichen Einfluss auf die Gartendenkmalpflege in der DDR. Überhaupt war er einer der ersten, die in dieser Hinsicht erste Bemühungen um die Etablierung dieses Faches unternahmen. Den Begriff „Gartendenkmalpflege“ gab es zu der Zeit noch nicht, so dass bis dahin von „Erhaltung und Pflege historischer Parks und Gärten“ die Rede gewesen war.

### Gartenanlagen
Von seiner schöpferisch-denkmalpflegerischen Tätigkeit in Sachsen zeugen beispielsweise die Schlossgärten in Lichtenwalde, deren Rekonstruktion er in den Jahren 1953 bis 1956 leitete, Schloss Hartenfels in Torgau, die Kuranlagen in Bad Elster, Bad Brambach sowie die Parks in Bad Muskau. Zusammen mit dem Regierungsbaurat Heinrich Sulze hatte er erheblichen Anteil an der Rekonstruktion des Schlossgartens von Mosigkau, der durch den 1945 zu Ende gegangenen Zweiten Weltkrieg weitgehend zerstört wurde.
Angesichts der begrenzten finanziellen Möglichkeiten erlangte auch der Muskauer Park in relativ kurzer Zeit einen beachtenswerten Zustand, was auf Anerkennung stieß. Weiterhin wirkte er in den Parks Thallwitz, Tiefenau (bei Wülknitz), und Branitz (Cottbus). Aber auch in Thüringen hinterließ er seine Spuren, so in den Anlagen von Weimar insbesondere dem Park an der Ilm unweit des Goetheschen Gartenhauses, dem Belvederegarten und dem Schlosspark Tiefurt, dem Garten am Kirms-Krackow-Haus, der nach seinen Entwürfen gestaltet wurde, und bei den Gärten der Dornburger Schlösser. Möglicherweise half ihm hierbei das Buch von Wolfgang Huschke über die Geschichte des Parkes von Weimar. In Weimar hielt er auch Anfang der 1960er Jahre seine bekannt gewordenen sogenannten „Parkseminare“. Dass Schüttauf 1957 mit Gutachten für die Weimarer Parks betraut wurde, ist sicher kein Zufall. Er setzte damit die bereits in der Regierungszeit von Maria Pawlowna unter dem Gartenkünstler Eduard Petzold begonnene Restaurierung und Pflege der Weimarer Parkanlagen fort.
In den heutigen Reisehandbüchern u. a. zu Weimar finden sich detaillierte Beschreibungen zu den hier genannten Parks, zu den historischen Bezügen und ihrer Funktion in der heutigen Stadtentwicklung. Dass diese aber erst wieder so hergestellt werden mussten, ist weniger häufig dargestellt, so dass auch Petzolds und Schüttaufs Namen, wie der so vieler, die sich um den Wiederaufbau und der Neugestaltung Weimars verdient machten, dort nicht häufig auftauchen.

### Ehrungen

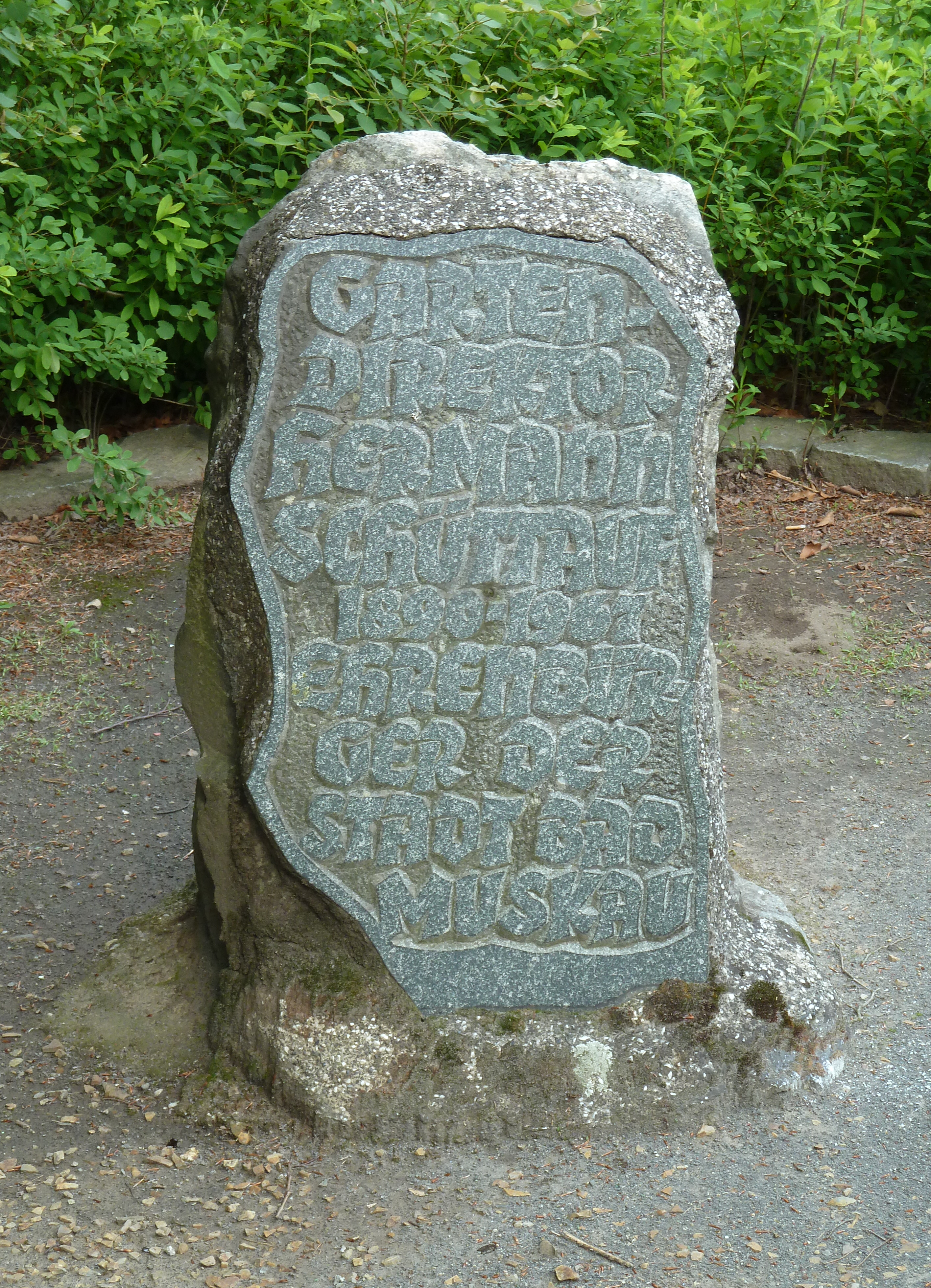
Gedenkstein an der Schüttauf-Höhe im Bergpark von Bad Muskau

Die Stadtverwaltung von Bad Muskau ehrte Schüttauf anlässlich einer Fachtagung zum 150-jährigen Bestehen des Muskauer Landschaftsparks vom 22. bis 24. September 1965 für seinen viele Jahre währenden Einsatz für die Erhaltung, Pflege und Nutzung des Muskauer Parks durch die Verleihung des Ehrenbürgerrechts. Gleichzeitig erhielt der Denkmalpfleger Hans Nadler diese Ehrung. Nach Schüttaufs Tod hatte am 4. November 1967 durch Beschluss des Rates der Stadt Bad Muskau die Benennung einer Höhe des Bergparks in „Schüttauf-Höhe“ stattgefunden. Ein Gedenkstein erinnert dort an den Gartendirektor und Bad Muskauer Ehrenbürger.

### Tod
Bei einem Verkehrsunfall verunglückte Hermann Schüttauf am 25. Februar 1967 tödlich in Dresden. Die Beisetzung erfolgte auf dem Friedhof seines Geburtsorts Niederplanitz.

## Schriften
- Pflege historischer Parkanlagen. Deutscher Kulturbund, Kommission für Natur und Heimat des Präsidialrates, Zentraler Fachausschuss Landschaftsgestaltung, Naturschutz und Dendrologie, 1963
- Parke und Gärten in der DDR (Kunstgeschichtliche Städtebücher). Leipzig 1969 (2. Auflage 1973)